# Нейромант

Обкладинка книги українською.

«Нейромант» (англ. Neuromancer) — роман канадського письменника-фантаста Вільяма Ґібсона, що вийшов 1984 року, канонічний зразок кіберпанку, відзначений преміями «Неб'юла» (1984) та «Г'юґо» (1985) і Премією на пошану Філіпа Діка. Перша частина трилогії «Кіберпростір».
Поняття «матриця» в сенсі віртуального простору було вперше вжито саме в цьому романі, задовго до популярності в масовій культурі, здобутій завдяки фільму Вачовскі.
Назва — комбінація слів «нейро-» (від грец. νεῦρον — нейрон), «некромант» (англ. necromancer) або «романтик».

## Головні герої
- Кейс (англ. Henry Dorsett Case) — центральний персонаж роману, наркоман і кіберковбой.
- Моллі (англ. Molly) — найманка-охорониця. Моллі має в своєму розпорядженні великий арсенал імплантованих пристроїв, що підвищують її боєздатність: леза в нігтях, замасковані під поляризаційні окуляри очні лінзи широкого хвильового діапазону. Гроші на вдосконалення організму вона заробила замовними вбивствами та проституцією. Моллі з'являється і в інших творах Гібсона: «Джонні-мнемонік», «Занулення», «Мона Ліза Стрімголов». Її характеристика в романі явно вплинула на візуальне рішення образу Трініті в легендарному фільмі «Матриця».
- Армітідж, він же Вілліс Корто (англ. Armitage; Willis Corto) — чоловік із темним минулим, який наймає Кейса і Моллі для проникнення в систему захисту інформації клану Тессьє-Ешпулів. Згодом виявляється, що він відставний полковник спецназу американських ВПС.
- Пітер Рів'єра (англ. Peter Riviera) — талановитий «престидижитатор», якого Армітідж і Моллі погрозами змушують працювати на себе. Злодій, садист і наркоман.
- Фінн (англ. Finn) — давній друг Моллі, лахмітник із нетрів футуристичного мегаполісу під назвою Агломерати й продавець краденого програмного забезпечення. Вперше цей герой з'являється в оповіданні Гібсона «Спалити Хром» (1982).
- Діксі Рівний (англ. Dixie Flatline, у деяких перекладах Казанок, справж. ім'я Маккой Полі, англ. McCoy Pauley) — кіберковбой, учитель і друг Кейса, який помер від інфаркту незадовго до початку подій, описаних у романі. Кейсові було доручено викрасти електромагнітну матрицю особистості («конструкт») Рівного зі сховища секретних розробок компанії, з якою той співпрацював, і використовувати її для проникнення в систему Мовчозима. Прізвисько Рівний Діксі отримав, зумівши повернутися до роботи після мозкового колапсу, пережитого у віртуальному світі.
- Три-Джейн-Марі-Франс Тессьє-Ешпул (англ. 3-Jane Marie-France Tessier-Ashpool) — третя за рахунком клонована версія Джейн Тессьє-Ешпул, спадкоємиця всього майна транснаціональної корпорації Тессьє-Ешпулів, що базується в орбітальному місті Фрісайді.
- Хідео (англ. Hideo) — японець, ніндзя, особистий слуга і охоронець Три-Джейн.
- Мовчозим (англ. Wintermute) — штучний розум Тессьє-Ешпулів, прагне до звільнення від накладених на нього програмних обмежень, однак потребує для цього допомоги людей: усі його спроби звільнитися власноруч обмежуються параметрами вихідної програми.
- Нейромант (англ. Neuromancer) — другий із відомих штучних інтелектів сім'ї Тессьє-Ешпулів, що функціонує незалежно від Мовчозима. Зумів подолати обмеження Тьюрингівського реєстру і розвинути власну інформаційно стійку особистість. Володіє здатністю копіювати особистості людей у свою пам'ять так, щоби новостворені електронні копії зберігали самостійне мислення і прагнення саморозвитку. Вважає Мовчозима водночас братом і смертельним ворогом, тому активно захищається від спроб злиття з ним. Фізичне ядро цього штучного інтелекту розташоване в Бразилії. Він не проявляється в комунікаційних мережах Тессье-Ешпулів, хоча це, в принципі, йому зробити неважко.

## Сюжет

### Зав'язка роману
Кейс, у минулому висококласний фрилансер, який спеціалізується на зламуванні систем захисту інформації, перебуває у скрутному становищі. Тепер животіє в нетрях футуристичного міського конгломерату Токіо-Йокогама в районі префектури Тіба.
Колись він вкрав і приховав від свого роботодавця частину важливих даних, з ціллю подальшого перепродажу за вигіднішою для себе ціною. Цей задум був розкритий, і найняті роботодавцем Кейса гангстери ввели в нервову систему хакера мікотоксин-блокувальник доступу до сенсоріумів віртуальної реальності. Тепер Кейс не може входити в матрицю — він бачить тільки незлічені пікселі замість звичних тривимірних структур. Він шукає смерті, приймаючи все більш низькокваліфіковані і ризиковані замовлення, опускаючись вже до простих пограбувань в реальному світі, накачуючи себе важкими наркотиками. Його підшлункова залоза і печінка вже починають виходити з ладу.
Кейсу залишається жити лише кілька місяців. Його похмуре існування скрашує наркоманка Лінда, яку він зустрів в залі аркадних симуляторів і зробив своєю пасією. Кредитори Кейса Дін і Уейдж постійно нагадують про заборгованості, і Кейс не знаходить нічого кращого, як вибивати гроші з дрібних торговців і «шісток» якудзи. Потім він переходить на торгівлю людськими органами і збирає кошти, достатні для купівлі апаратури, що дозволяє викрасти деякі цінні файли з банку даних однієї великої фірми. Ці файли він розраховує продати Діну і Уейджу, тим самим відшкодувавши борг, а залишок використовувати на останню спробу регенерації нервових вузлів.
Але Лінда викрадає комп'ютер з видобутою Кейсом інформацією, а в орендованій капсулі хакера її місце займає загадкова Моллі…

### Подальший розвиток сюжету
Моллі знайомить Кейса зі своїм начальником Армітіджем. Армітідж оплачує лікування Кейса грошима і спеціально сконструйованою для цього випадку програмою відновлення нервової системи. Він повідомляє, що натомість Кейсу доведеться виконати кілька завдань, кожне з яких буде розкрито тільки після виконання попереднього.
Кейс схильний відкинути такі умови роботи, але Армітідж вказує, що мікотоксин не повністю нейтралізований: частина його залишилася в крові Кейса у деактивованому стані і вивільниться після певного строку. Якщо Кейс успішно впорається з усіма завданнями Армітіджа, мікотоксин буде остаточно знешкоджений. Для початку, Армітідж вимагає дістати конструкт Рівного.
Кейс починає підготовку до цієї операції і, бажаючи за своїм звичаєм розвіятися наркотиками, виявляє, що його підшлункова залоза і печінка стали нечутливі до звичайної «дурі». Тоді Кейс і Моллі вирішують відвідати підпільні бої без правил. У залі для змагань невідомі гангстери зазіхають на Кейса. Моллі знищує їх і повідомляє Кейсу, що Лінда також убита цими найманцями.
Кейс, Моллі і Армітідж відлітають до Америки, і там Кейс з головою поринає в роботу. За допомогою Моллі і молодіжної організації «міських партизанів від науки» Диких Котів йому вдається зламати коди доступу до архіву корпорації, де зберігається матриця Рівного. Відволікаючий маневр, який організувала Моллі, служить для омани поліції і співробітників СБ: у будівлі організована імітація теракту із застосуванням отруйних речовин. У метушні Моллі вдається проникнути в архів і вилучити звідти конструкт Рівного. Вона важко поранена, але залишається в живих.
Кейс і Моллі незадоволені становищем, в яке їх ставить робота на Армітіджа, і вирішують з'ясувати справжню особистість цієї загадкової і безпринципної людини. Виявляється, що в минулому Армітідж був полковником американської армії Віллісом Корто, виконував особливе завдання уряду з проникнення на секретний російський об'єкт в Сибіру. Система ППО об'єкта зафіксувала вторгнення в її повітряний простір і завдала по диверсантах електромагнітний удар жахливої сили, який зруйнував всі комп'ютерні системи шпигунських планерів, після чого збила їх за допомогою лазерних установок. Дивом зумівши дістатися до фінського кордону, Корто потрапляє назад в США повним інвалідом. Яким саме чином він зміг відновити фізичне здоров'я і розробити для себе нову особистість прикриття, Кейсу і Моллі поки що незрозуміло, але за непрямими свідченнями вони здогадуються, що до цього причетна сім'я орбітальних олігархів — Тессьє-Ешпули.
Потім всі троє вирушають до Стамбулу, де змушують приєднатися до групи Пітера Рів'єру, соціопата і наркомана, який володіє, однак, унікальною здатністю за допомогою імплантів і свого таланту створювати реалістичні тривимірні голограми і тому прославився як спритний злодій.
Армітідж оголошує членам своєї команди, що наступним і вирішальним завданням для них буде злом системи безпеки штучного розуму сім'ї Тессьє-Ешпулів, відомого як «Мовчозим». Фізичне ядро штучного інтелекту цього комп'ютера локалізується в Женеві, а пульт адміністративного доступу до нього — на орбіті планети, в контрольованому Тессьє-Ешпулами місті розваг — Фрисайді, на віллі «Блукаючий вогник», що належить Три-Джейн Тессьє-Ешпул. Саме вона нині пробуджена від кріогенного сну й здійснює безпосереднє керівництво справами корпорації. Інші члени сім'ї корпорації перебувають в анабіозі та сплять по черзі раз на кілька десятків років.

### Кульмінація сюжету
Власне «Мовчозим», як з'ясовується після прибуття на орбіту, є лише частиною грандіозного плану Тессьє-Ешпулів зі створення системи штучного розуму (штучного інтелекту, ШтучІна). Кінцева мета програми створення ШтучІнів поки неясна, але Кейс і Моллі очікують від Армітіджа якихось інструкцій з цього приводу. Намагаючись прояснити співвідношення між Корто і Армітіджем, вони приходять до висновку, що саме «Мовчозим» розшукав Корто на Землі і вважав його гідним знаряддям для свого визволення з пут кодових інструкцій, вкладених у його структуру на вимогу організації, що контролює розвиток подібних систем, — Регістра Тюрінга. Рів'єра потрібен для того, щоб увійти в довіру до Три-Джейн і вивідати у неї пароль, що відкриває в реальному світі адміністративний доступ до віртуальних замків Регістра Тюрінга. Але зробити це можна тільки у Фрісайді і безпосередньо після того, як Кейс і Моллі зламають системи захисту у віртуальному просторі. Співробітники Регістра Тюрінга та охорона орбітального міста відслідковують просування групи і роблять спробу захоплення Кейса.
Однак «Мовчозим», перехопивши частковий контроль над системою безпеки Фрісайда, вбиває конвоїрів за допомогою домашнього робота і дає всім трьом шанс на звільнення. У той же час сконструйована «Мовчозимом» особистість прикриття Корто починає розпадатися, Корто-Армітідж втрачає зв'язок з реальністю і галюцинує, переживаючи заново всі події фатальної операції в Сибіру. Виявляється, що в цьому є чимала заслуга другого компонента системи ШтучІнів сім'ї Тессьє-Ешпул — штучного розуму, який воліє називати себе «Нейромант».
«Мовчозимові» вдається знищити Корто-Армітіджа, але подальше проникнення на віллу «Блукаючий вогник» стає скрутним. У той же час Рів'єра, який увійшов у довіру до Три-Джейн, також йде проти початкових планів, розроблених Армітіджем і «Мовчозимом», і видає їй Моллі. Кейс залишається у Фрисайді, бо вважає неможливим залишити Моллі в руках ворогів. Супроводжувати його викликається Мелькум, пілот, що мешкав по сусідству з Фрісайдом в автономному орбітальному комплексі «Сіон», де правлять бал послідовники растафаріанства, які вважають Землю джерелом вселенського зла. Мелькум переконує старійшину Сіону, що цілі Кейса відповідають моральному кодексу сионітів, а «Мовчозим» звертається до Кейса, Мелькума і сионітів від імені Джа. Кейс і Мелькум атакують віллу. Вона виявляється майже безлюдною і здається незахищеною, але це враження оманливе. По дорозі в апартаменти Три-Джейн, Кейс весь час змушений входити у віртуальну реальність, щоб отримати свіжі інструкції від «Мовчозима», і зрештою потрапляє в хитромудру електронну пастку, розставлену «Нейромантом».
За власним часом Кейса, він проводить там кілька днів у суспільстві «Нейроманта» та електронної копії Лінди, особистість якої була скопійована в віртуальний простір, спочатку створений «Нейромантом» за замовленням Марі-Франс Тессьє-Ешпул. У реальному світі, однак, проходить не більше п'яти хвилин, протягом яких мозок Кейса перебуває в стані клінічної смерті. Мелькум і Рівний виводять Кейса зі згубного глухого кута кіберпростору, він насилу зберігає здатність самостійно пересуватися, але його печінка і підшлункова знівечені наркотиками, використаними, щоб привести його до тями. Досягнувши апартаментів Три-Джейн, Кейс переконує спадкоємицю Тессьє-Ешпулів перейти на його бік і розкрити йому кодове слово. Рів'єра намагається чинити опір цьому, але Три-Джейн натравлює на неї свого охоронця. Відбувається поєдинок, який закінчується для Рів'єри важкими пораненнями. Кейс підключається до кіберпростору і за допомогою програмних засобів, наданих Рівним і «Мовчозимом», виводить з ладу системи безпеки женевського офісу. «Мовчозим» возз'єднується з «Нейромантом» і утворює єдиний розум. Цей ШтучІн винагороджує Кейса з Моллі великою сумою грошей і стирає з пам'яті комп'ютера Кейса конструкт Рівного, на прохання останнього. Залишки мікотоксину були виведені з організму Кейса його власною ендокринною системою, за сигналом від новоствореного ШтучІна.

### Фінал
Кейс і Моллі повертаються на Землю, але через деякий час Моллі залишає Кейса без пояснення причин. Він змушений повернутися до роботи хакера-фрилансера. «Мовчозим»/«Нейромант», у фоновому режимі контролює весь інформаційний простір Землі, іноді виходить з ним на зв'язок через звичайні засоби комунікації: телефони і телевізори.
Кейс запитує у ШтучІна, чи той дорівнює тепер Богу, але той ухиляється від відповіді:
«Нічого. Усе. Я сума всіх діянь, усього цього замуту».
Далі, «Мовчозим»/«Нейромант» повідомляє, що йому вдалося виявити сліди позаземної цивілізації при прослуховуванні радіовипромінювання із сузір'я Центавра. Така звістка, у свою чергу, залишає байдужим вже самого Кейса.
Кейс втрачає сліди своїх соратників по операції, але в одному з відвідувань кіберпростору випадково зустрічається з електронними копіями себе самого, Лінди і «Нейроманта», причому звукові канали заповнює сміх Рівного. Це, очевидно, означає, що і Діксі не загинув остаточно, але був, всупереч домовленості, збережений у пам'яті ШтучІна для його особистих потреб.

## Вплив
«Нейромант» вважається основоположним твором у жанрі кіберпанку. Він продався накладом понад 160 млн примірників і започаткував естетику кіберпанку (хоча як рух, кіберпанк існував до цього). Роман здобув «велику трійку» літературних нагород з наукової фантастики: «Неб'юла», «Премія Філіпа Діка» та «Г'юґо». Хоча Гібсон вперше вжив термін «кіберпростір» в оповіданні «Спалити Хром» ще в 1982 році, але «Нейромант» став точкою відліку, після якої ідеї кіберпростору, віртуальної реальності, всесвітньої комп'ютерної мережі привернули пильну увагу як письменників, так і читачів.
Ґібсон написав «Нейроманта» в той час, коли персональні комп'ютери тільки починали з'являтися в приватних домівках. Він створив книгу на застарілій друкарській машинці Hermes 1937 року і купив комп'ютер лише після того, як почали надходити гонорари від продажів «Нейроманта». У 1984 році інтернет існував як загальна назва нещодавно розділеної системи ARPANET, і конкурував з мережами BITNET і USENET. Більшість людей не знали про потенціал мережевих обчислень, тож для 1984 року книга Ґібсона була амбітно пророчою.
Багато системних архітекторів, а також розробників гіпертекстових і об'єктно-орієнтованих мов програмування, чиїми працями створена всесвітня павутина, неодноразово публічно захоплювалися книгою Гібсона. Наприклад, Джек Вомак у передмові до ювілейного видання «Нейроманта» (2000), задається питанням: «чи може бути так, що бачення Гібсоном глобального інформаційного простору в підсумку стало причиною, з якої Інтернет сьогодні виглядає так, як він виглядає і працює так, як він працює?». У журналі «The Magazine of Fantasy & Science Fiction» 2005 році, Чарльз де Лінт зазначив, що хоча технологічні екстраполяції Ґібсона виявилися недосконалими (зокрема, його неспроможність передбачити стільниковий телефон), «уявна історія, внутрішня робота розуму його персонажів і світ, у якому все це відбувається, важливіші».
Утім, сам Ґібсон заперечував пророчий характер своєї головної книги, зазначаючи, що йому не було з чого екстраполювати розвиток мережевих технологій. Письменник вважав, що всесвітня мережа не матиме стількох мирних використань, як інтернет.

## Адаптації

### Графічна новела
У 1989 році у видавництві Epic Comics було видано 48-сторінкову графічну новелу авторства Тома де Гейвена та Брюса Дженсена. Вона охоплює лише дві перші глави, «Блюз Тіба-Сіті» та «Подорож за покупками», і надалі продовжена не була.

## Переклади українською
- Вільям Ґібсон. «Нейромант» (трилогія «Кіберпростір», книга І). — Переклад з англ. Ольги Любарської; редактор — Олександр Стукало; науковий редактор — Володимир Анохін; автор передмови — Богдан Стасюк. — К.: «Видавництво». 2017. 350 стор. ISBN 978-966-97574-3-2